# New York Film Critics Circle Awards 2020
Vítězové 85. ročníku předávání cen New York Film Critics Circle byli oznámeni 18. prosince 2020.

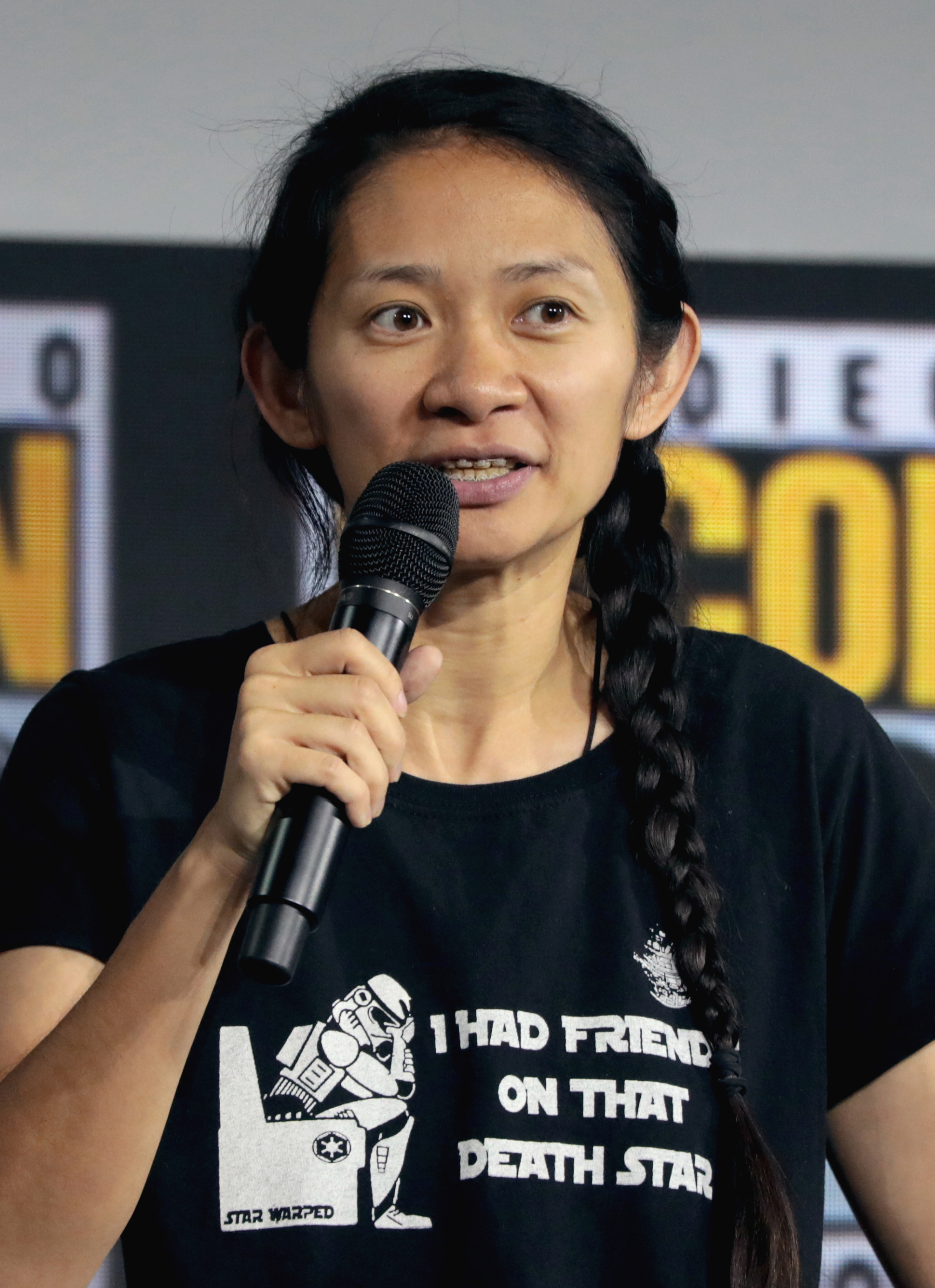
Chloé Zhaová, vítězka v kategorii nejlepší režisérka

## Vítězové a nominovaní

### Nejlepší film
- První kráva

### Nejlepší režisér
- Chloé Zhaová – Země nomádů

### Nejlepší scénář
- Eliza Hittman – Never Rarely Sometimes Always

### Nejlepší herec v hlavní roli
- Delroy Lindo – Bratrstvo pěti

### Nejlepší herečka v hlavní roli
- Sidney Flanigan – Never Rarely Sometimes Always

### Nejlepší herec ve vedlejší roli
- Chadwick Boseman – Bratrstvo pěti

### Nejlepší herečka ve vedlejší roli
- Maria Bakalova – Borat Subsequent Moviefilm

### Nejlepší dokument
- Time

### Nejlepší cizojazyčný film
- Bacurau (Brazílie)

### Nejlepší animovaný film
- Vlkochodci

### Nejlepší kamera
- Shabier Kirchner – Sekerka

### Nejlepší první film
- Radha Blank – Čtyřicetiletá verze

### Speciální ocenění
- Spike Lee a Kino Lorber